# 5 Days of August
5 Days of August o 5 días de guerra es una película de acción de Renny Harlin de producción estadounidense y georgiana. La trama sucede durante el conflicto entre Rusia y Georgia conocido como guerra de los cinco días o guerra de Osetia del Sur de 2008. Se estrenó el 6 de junio de 2011.
La película se estrenó en Georgia como 5 Days of August y en otros muchos países como 5 Days of War (en países hispanohablantes, 5 días de guerra), y también como City on Fire.

## Trama
Comienza en 2007 durante la Guerra de Irak, un grupo de periodistas es atacado cuando se dirigían a realizar una entrevista a un líder local, sin embargo es una trampa de la que sólo el periodista de Estados Unidos, Thomas Anders, salva su vida, aunque durante el ataque fallece su pareja.
Un año después, Thomas Anders aparece en Georgia, después de que otro periodista le comentase por Internet el peligro que se vive en la región tras la escalada de tensión por el control de Osetia del Sur -independiente de facto, pero no de iure, de Georgia- enfrentando georgianos con surosetios, rusos y abjasios. El reportero presencia el inicio de la guerra con el primer ataque ruso contra la ciudad de Gori en la noche del 7 al 8 de agosto y filma crímenes de guerra por parte de tropas irregulares rusas.
La trama se desenvuelve alrededor del reportero, así como de los problemas que pasa para enviar la noticia para que quede testimonio de los eventos, narrando una historia de amor entre Anders y una joven de Georgia.
Termina con una larga serie de testimonios de ciudadanos georgianos que perdieron a familiares durante el conflicto.

## Reparto
| Actor              | Personaje               | Descripción                         |
| ------------------ | ----------------------- | ----------------------------------- |
| Rupert Friend      | Thomas Anders           | Reportero estadounidense            |
| Emmanuelle Chriqui | Tatia Medoev            | Joven georgiana                     |
| Richard Coyle      | Sebastian Ganz          | Reportero inglés                    |
| Heather Graham     | Miriam                  | Reportera estadounidense en Irak    |
| Johnathon Schaech  | Cap. Rezo Avaliani      | Joven oficial georgiano             |
| Rade Serbedzija    | Cnel. Aleksandr Demídov |                                     |
| Andy García        | Míjeil Saakashvili      | Presidente de Georgia               |
| Val Kilmer         | «Dutchman»              | Periodista neerlandés               |
| Mikko Nousiainen   | Daniil                  |                                     |
| Mijeíl Gomiashvili | Antón Medoev            | Padre de Tatia                      |
| Ani Imnadze        | Sofí Medoev             |                                     |
| Antje Traue        | Zoe                     | Fotógrafa estadounidense            |
| Kenneth Cranham    | Michael Stilton         | Repotero inglés                     |
| Dean Cain          | Chris Bailot            | Secretario de Saakashvili           |
| Sergo Shvedkov     | Temur Iakobashvili      | Ministro georgiano de reintegración |
| Steven Robertson   | Davit Kezerashvili      | Ministro de defensa georgiano       |
| Alan McKenna       | Aleksandr Lomaia        | Representante georgiano ante la ONU |
| Malkhaz Abuladze   | Giorgi Ugulava          | Alcalde de Tiflis                   |
| Marshall Manesh    | Lech Kaczyński          | Presidente de Polonia               |
| Givi Sikharulidze  | Valdas Adamkus          | Presidente de Lituania              |
| Zura Tsintsqiladze | Valdis Zatlers          | Presidente de Letonia               |

## Producción
El rodaje comenzó en octubre de 2009 en Tiflis, capital de Georgia. La producción duró 36 días y tuvo un presupuesto de unos 12 millones de dólares (más de 10 millones de euros).
Según el presidente georgiano, Mijeíl Saakashvili, la película no fue financiada por el gobierno georgiano; sin embargo uno de los productores, David Imedashvili, dijo que el fondo económico inicial provino de una fundación del gobierno georgiano. Según algunos medios georgianos, la película fue financiada por Koba Nakopia, un parlamentario de la coalición de gobierno de Saakashvili. También se acreditó como productores al director Renny Harlin, George Lascu y Mirza Davitaia, quién durante la producción era el ministro de cultura, protección de monumentos y deportes de Georgia.
Un edificio de la administración presidencial de Georgia se utilizó para rodar algunas partes de la película. Algunos miembros encargados de los efectos especiales eran rusos y habían trabajado anteriormente en la película rusa Guardianes de la noche. El ejército georgiano colaboró prestando equipo militar como uniformes, tanques o helicópteros para la producción de la película.

## Premier
La película fue estrenada en Tiflis, con algunas protestas, el 5 de junio de 2011 y con la participación del director y algunos actores como Andy Garcia además de la actriz Sharon Stone, que participó en la recaudación de un millón de dólares para una fundación de ayuda a víctimas de la guerra ruso-georgiana.

## Crítica
5 días de guerra tuvo una mezcla general de críticas negativas, por entre otras razones su falta de imparcialidad política. La web Rotten Tomatoes señaló que el 33 % de críticas habían dado una valoración positiva basada en 33 opiniones. Metacritic da una puntuación de 31/100 basada en 14 opiniones. Otros medios han sido aún menos positivos como Bloomberg o The Washington Post le han dado una estrella de cinco posibles.
En Estados Unidos tuvo un estreno muy limitado el 19 de agosto de 2011, tan sólo en dos cines en Nueva York y Washington D. C., obteniendo apenas seis mil dólares en su primer fin de semana.